# Ryan Reynolds
Ryan Rodney Reynolds, kanadski filmski in televizijski igralec, * 23. oktober 1976, Vancouver, Kanada.

## Življenjepis
Reynolds je rojen v Vancouvru, materi Tammy in očetu Jim Reynoldsu. Je najmlajši od četverice bratov. Reynolds je maturiral na Kitsilano Secondary School v Vancouvru leta 1994. 

## Kariera
Reynolds je začel kariero leta 1991, ko je igral s Billyjem Simpsonom v kanadskem filmu Pobočje.

## Privatno življenje
Trenutno je poročen z igralko Blake Lively s katero ima tudi 3 otroke. Leta 2004 je  bil v razmerju s pevko Alanis Morissette. Reynolds je navijač Green Bay Packersov in obožuje motorje.

## Filmografija

### Filmi
- Ordinary Magic (1993) - Ganesh/Jeffrey
- Sabrina (1996) - Seth
- The Alarmist (1997) - Howard Ancona
- Coming Soon (1999) - Henry Lipschitz
- Dick (1999) - Chip
- Big Monster on Campus (2000) - Karl O'Reilly
- We All Fall Down (2000) - Red Shoes
- Finder's Fee (2001) - Quigley
- National Lampoon's Van Wilder (2002) - Van Wilder
- Buying the Cow (2002) - Mike Hanson
- The In-Laws (2003) - Mark Tobias
- Foolproof (2003) - Kevin
- Harold & Kumar Go to White Castle (2004) - Nurse
- Blade: Trojstvo (2004) - Hannibal King
- School of Life (2005) - Mr. D
- Waiting... (2005) - Monty
- Just Friends (2005) - Chris Brander
- The Amityville Horror (2005) - George Lutz
- Chaos Theory (2007) - Frank
- As v rokavu (2007) - Richard Messner
- The Nines (2007) - Gary/Gavin/Gabriel
- Definitely, Maybe (2007) - Will Hayes
- Fireflies in the Garden (2008) - Michael Waechter
- Deadpool (2016) - Deadpool

### Serije
- Fifteen (1990) - Billy Simpson
- The Odyssey (1992) - Macro
- My Name Is Kate (1994) - Kevin Bannister
- Serving in Silence: The Margarethe Cammermeyer Story (1995) - Andy
- The Outer Limits... Paul Nodel / ... (3 epizode, 1995-1998)
- In Cold Blood (1996) -  Bobby Rupp
- Sabrina  (1996) - Seth
- When Friendship Kills (1996) - Ben Colson
- Two Guys, a Girl and a Pizza Place (1998) - Berg
- Tourist Trap (1998)
- Stažist (2003) - Spence
- Zeroman (2004) - Ty Cheese (glas)
- School of Life (2005) - Michael "Mr. D" D'Angelo
- Saturday Night Live - voditelj